# Catapotia
Catapotia es un género de coleópteros polífagos. Es originario de  América.

## Géneros
Contiene las siguientes especies:
- Catapotia glabra (Gerstaecker, 1858)
- Catapotia kuhneli (Mader, 1935)
- Catapotia laevissima Thomson, 1860
- Catapotia pilifer (Mader, 1936)
- Catapotia schwabi (Mader, 1936)